# Eugenia rizziniana
Eugenia rizziniana är en myrtenväxtart som beskrevs av Joáo Rodrigues de Mattos. Eugenia rizziniana ingår i släktet Eugenia och familjen myrtenväxter. Inga underarter finns listade i Catalogue of Life.